# Sumber Jaya (Kumpeh Ulu)
Sumber Jaya is een bestuurslaag in het regentschap Muaro Jambi van de provincie Jambi, Indonesië. Sumber Jaya telt 1198 inwoners (volkstelling 2010).